# 威廉·霍伊特
威廉·霍伊特（英語：William Hoyt，1875年5月7日—1954年12月1日），美国男子田径运动员。他曾代表美国参加1896年夏季奥林匹克运动会田径比赛男子110米栏和男子撑杆跳高两个小项，其中在男子撑杆跳高上获得金牌。